# 11-й армійський корпус (РФ)
11-й армійський корпус — оперативно-тактичне об'єднання Берегових військ ВМФ Російської Федерації.
Скорочене найменування — 11 АК.
Розташовується на території Калінінградської області. Управління розташоване у місті Гусєв.

## Історія
1 квітня 2016 року у Калініградській області розгорнуто управління 11-го армійського корпусу. Командиром був призначений генерал-майор (з 22 лютого 2019 — генерал-лейтенант) Юрій Яровицький.
8 травня 2020 року в місті Гусєв Калінінградської області Юрію Яровицькому віцеадміралом Олександром Носатовим вручено штандарт командира корпусу.
Корпус був інструментом для можливого російського вторгнення в країни НАТО, але після перекидання в Україну був поступово знищений.

## Склад
- управління (м. Гусєв)[1]
- 18-та гвардійська мотострілецька Інстербурзька Червонопрапорна, ордена Суворова дивізія (м. Гусєв, м. Совєтськ (Калінінградська область))[4][5]
- 244-а артилерійська Німанська Червонопрапорна, орденів Суворова та Кутузова бригада (м. Калінінград)
- 152-а гвардійська ракетна Брестсько-Варшавська, ордена Леніна, Червонопрапорна, ордена Кутузова бригада (м. Черняхівськ)
- 7-й окремий гвардійський мотострілецький Пролетарський Московсько-Мінський двічі Червонопрапорний, орденів Суворова та Кутузова полк (м. Калінінград)
- 22-й окремий гвардійський зенітний ракетний полк (м. Калінінград)
- 46-й окремий розвідувальний батальйон (м. Гусєв)[6][7]
- 40-й окремий батальйон управління (м. Гусєв)
- 5-й загальновійськовий полігон (м. Правдинськ)

До початку повномасштабного вторгнення в Україну у Калінінграді нараховувалося не менше 12 тисяч російських військових з приблизно 100 танками Т-72, кількома сотнями БТР, гаубицями «Мста-С» і ракетними пусковими установками БМ-27 і БМ-30. Більшість цих сил контролював саме 11-й армійський корпус.

## Командир
- генерал-майор, з 22.02.2019 генерал-лейтенант Яровицький Юрій Давидович (2016—2020)
- генерал-лейтенант Рузінський Андрій Юрійович (з серпня 2020)[8]